# Championnats du monde de course en ligne de canoë-kayak de 1950
Navigation
Édition précédente Édition suivante
Les troisièmes championnats du monde de course en ligne de canoë-kayak se sont déroulés à Copenhague (Danemark) en 1950.

## Podiums

### Hommes

#### Canoë
| Epreuve     | Or                                             | Temps | Argent                                | Temps | Bronze                                          | Temps |
| C-1 1000 m  | Josef Holeček (TCH)                            |       | Robert Boutigny (FRA)                 |       | Bengt Backlund (SWE)                            |       |
| C-1 10000 m | Robert Boutigny (FRA)                          |       | Josef Holeček (TCH)                   |       | Bengt Backlund (SWE)                            |       |
| C-2 1000 m  | Tchécoslovaquie Jan Brzák-Felix Bohumil Kudrna |       | France Georges Dransart Armand Loreau |       | Tchécoslovaquie Václáv Havel Jirí Pecka         |       |
| C-2 10000 m | Tchécoslovaquie Jan Brzák-Felix Bohumil Kudrna |       | France Georges Dransart Armand Loreau |       | Tchécoslovaquie Bohuslav Karlik Oldrich Lomecky |       |

#### Kayak
| Epreuve             | Or                                                                     | Temps | Argent                                                                | Temps | Bronze                                                                        | Temps |
| K-1 500 m           | Johan Andersen (DEN)                                                   |       | Lennart Klingström (SWE)                                              |       | Andreas Lind (DEN)                                                            |       |
| K-1 1000 m          | Gert Fredriksson (SWE)                                                 |       | Thorvald Strömberg (FIN)                                              |       | Lars Petterson (SWE)                                                          |       |
| K-1 10000 m         | Thorvald Strömberg (FIN)                                               |       | Gert Fredriksson (SWE)                                                |       | Arne Jansson (SWE)                                                            |       |
| K-1 4 x 500 m relay | Suède Lars Glasser Ingemar Hedberg Lennart Klingström Gert Fredriksson |       | Danemark Poul Agger Andreas Lind Ejvind Hansen Johan Andersen         |       | Autriche Herbert Klepp Maximilian Raub Herbert Wiedermann Günther Rührnschopf |       |
| K-2 500 m           | Suède Lars Glasser Ingemar Hedberg                                     |       | Suède Herny Pettersson Berndt Häppling                                |       | Autriche Maximilian Raub Herbert Wiedermann                                   |       |
| K-2 1000 m          | Suède Lars Glasser Ingemar Hedberg                                     |       | Norvège Ivar Mathisen Knut Østby                                      |       | Pays-Bas Piet Bakker Harri Kooistra                                           |       |
| K-2 10000 m         | Suède Gunnar Åkerlund Hans Wetterström                                 |       | Danemark Svend Frømming Ingvar Nørregaard                             |       | Suède Karl-Erick Björk Per-Olav Olsson                                        |       |
| K-4 1000 m          | Suède Einar Pihl Hans Eirksson Lars Pettersson Harry Johansson         |       | Suède Gunnar Akerlund Ebbe Frick Sven-Olov Sjödelius Hans Wetterström |       | Autriche Herbert Klepp Walter Frühwirth Hans Ortner Paul Fehlinger            |       |
| K-4 10000 m         | Suède Karl Andersson Stig Andersson Gösta Gustavsson Berndt Häppling   |       | Suède Karl-Erik Björk Per-Olav Olsson Klas Norgren Arne Jannson       |       | Autriche Walter Piemann Alfred Schmidtberger Otto Lochner Alfred Kramer       |       |

### Femmes

#### Kayak
| Epreuve   | Or                                  | Temps | Argent                                     | Temps | Bronze                              | Temps |
| K-1 500 m | Sylvi Saimo (FIN)                   |       | Karen Hoff (DEN)                           |       | Fritzi Schwingl (AUT)               |       |
| K-2 500 m | Finlande Sylvi Saimo Greta Grönholm |       | Autriche Gertrude Liebhart Fritzi Schwingl |       | Suède Ingrid Wallgren Lisa Lundberg |       |

## Tableau des médailles
| Rang  | Nation          | Or | Argent | Bronze | Total |
| ----- | --------------- | -- | ------ | ------ | ----- |
| 1     | Suède           | 7  | 5      | 6      | 18    |
| 2     | Tchécoslovaquie | 3  | 1      | 2      | 6     |
| 3     | Finlande        | 3  | 1      | 0      | 4     |
| 4     | Danemark        | 1  | 3      | 1      | 5     |
| 5     | France          | 1  | 3      | 0      | 4     |
| 6     | Autriche        | 0  | 1      | 5      | 6     |
| 7     | Norvège         | 0  | 1      | 0      | 1     |
| 8     | Pays-Bas        | 0  | 0      | 1      | 1     |
| Total | Total           | 15 | 15     | 15     | 45    |